# Rex Weyler

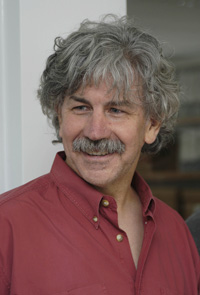
Rex Weyler

Rex Weyler (* 10. September 1947 in Denver, Colorado) ist ein US-amerikanisch-kanadischer Ökologe, Autor, Journalist und Greenpeace-Aktivist.
Weyler studierte auf dem Occidental College in Los Angeles Theoretische Physik, Mathematik, Engineering und Geschichte. 1969 wurden er und 41 Kommilitonen für ein Semester suspendiert, weil sie ein Sit-in gegen Requirierungen des US-Militärs auf dem Campus veranstaltet hatten. Weyler kehrte nicht auf die Universität zurück, sondern begann zu reisen, zu fotografieren und veröffentlichte bereits 1969 mit David Totheroh sein erstes Buch, I Took a Walk Today, einen pazifistischen Diskurs mit Fotografien aus einem Winter im Yosemite Valley.
Zwischen 1973 und 1982 arbeitete Weyler als Direktor der ursprünglichen Greenpeace Foundation, als Fotograf, Reporter und 
Herausgeber von Greenpeace’ Chronicles magazine. 1979 war er Mitgründer von Greenpeace International.
1975 fuhr Weyler bei der ersten Anti-Walfang-Kampagne von Greenpeace mit. Seine Fotografien und Berichte von den frühen Aktionen erschienen bei National Geographic, Smithsonian, New York Times Magazine und anderen Publikationen rund um die Welt. Sein Buch The Jesus Sayings: The Quest for His Authentic Messay gehörte 1990 zu den nominierten Titeln beim Hubert Evans Non-Fiction Prize.